# Silene ferganica
Silene ferganica är en nejlikväxtart som beskrevs av G. Preobr. Silene ferganica ingår i släktet glimmar, och familjen nejlikväxter. Inga underarter finns listade i Catalogue of Life.